# Ruilopezia
Genre
Classification APG III (2009)
Ruilopezia est un genre de plantes à fleurs de la famille des Asteraceae, dont les espèces sont endémiques du Venezuela.

## Espèces
- Ruilopezia atropurpurea (A.C.Sm.) Cuatrec.
- Ruilopezia bracteosa (Standl.) Cuatrec.
- Ruilopezia bromelioides (Cuatrec.) Cuatrec.
- Ruilopezia cardonae (Cuatrec.) Cuatrec.
- Ruilopezia coloradarum (Cuatrec.) Cuatrec.
- Ruilopezia cuatrecasasii (Ruíz-Terán & López-Fig.) Cuatrec.
- Ruilopezia emmanuelis Cuatrec.
- Ruilopezia figueirasii (Cuatrec.) Cuatrec.
- Ruilopezia floccosa (Standl.) Cuatrec.
- Ruilopezia grisea (Standl.) Cuatrec.
- Ruilopezia hanburiana (Cuatrec.) Cuatrec.
- Ruilopezia jabonensis (Cuatrec.) Cuatrec.
- Ruilopezia jahnii (Standl.) Cuatrec.
- Ruilopezia josephensis (Cuatrec.) Cuatrec.
- Ruilopezia leucactina (Cuatrec.) Cuatrec.
- Ruilopezia lindenii (Sch.Bip. ex Wedd.) Cuatrec.
- Ruilopezia lopez-palacii (Ruíz-Terán & López-Fig.) Cuatrec.
- Ruilopezia marcescens (S.F.Blake) Cuatrec.
- Ruilopezia margarita (Cuatrec.) Cuatrec.
- Ruilopezia paltonioides (Standl.) Cuatrec.
- Ruilopezia ruizii (Cuatrec.) Cuatrec.
- Ruilopezia usubillagae Cuatrec.
- Ruilopezia vergarae Cuatrec. & López-Fig.
- Ruilopezia viridis (Aristeg.) Cuatrec.